# James Jackson Putnam

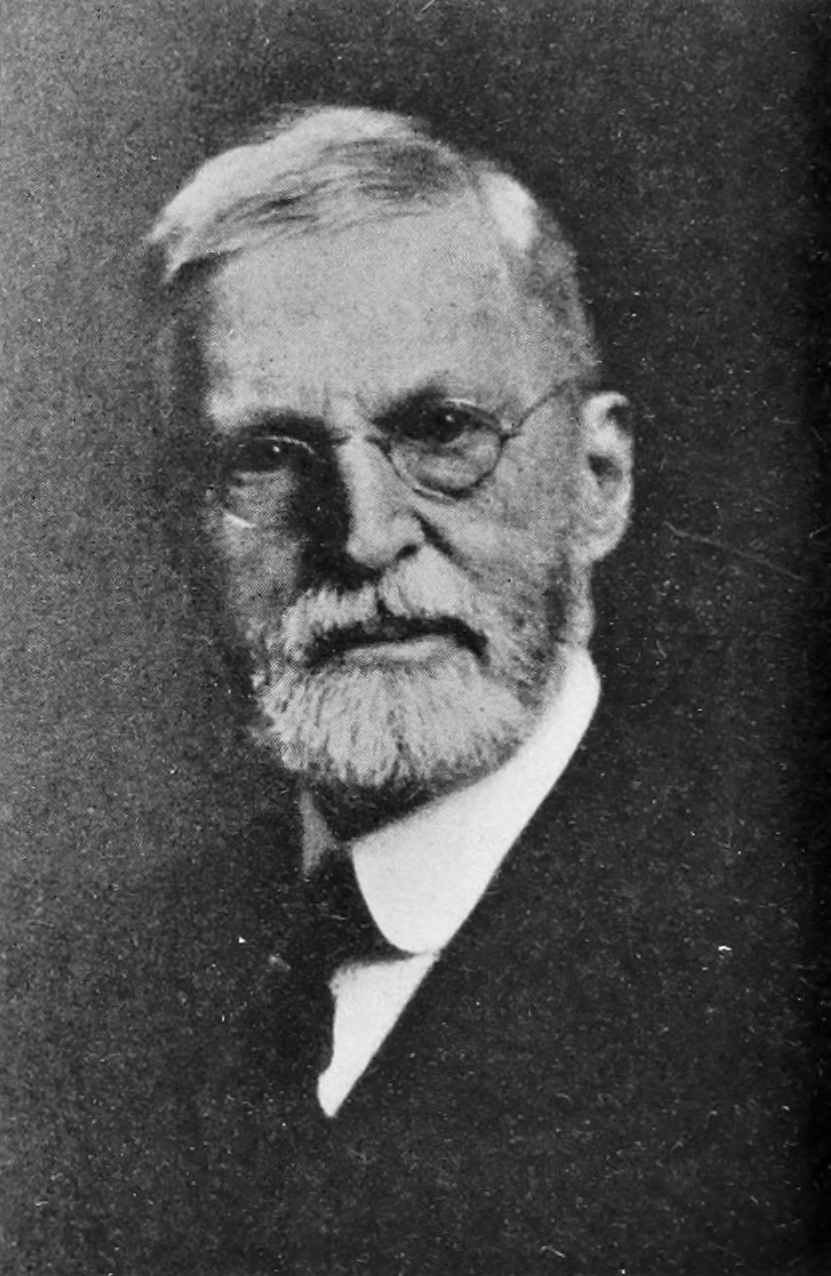
James Jackson Putnam, im Jahre 1922

James Jackson Putnam (* 3. März 1846 in Boston, Massachusetts; † 4. November 1918 ebenda) war ein amerikanischer Neurologe und Initiator der Psychoanalyse in den Vereinigten Staaten von Amerika. So war er 1874 Gründungsmitglied der American Neurological Association und im Jahre 1888 deren Präsident. Ferner war er Mitbegründer der American Psychoanalytic Association (APSaA), die am 9. Mai 1911 in Baltimore ins Leben gerufen worden war und der er als erster Präsident vorstand.

## Leben und Wirken
James Jackson Putnam entstammte einer Medizinerfamilie aus Neuengland, schon sein Vater Charles Gideon Putnam (1805–1874) und sein Großvater mütterlicherseits waren Ärzte. Seine Mutter war Elizabeth Cabot Putnam, geborene Jackson (1808–1875). Er hatte drei Schwestern Anna Cabot Putnam, Elizabeth Cabot Putnam und Sarah Putnam und zwei Brüder Charles Pickering Putnam, James Jackson Putnam.
Putnam selbst graduierte an der University of Massachusetts um sich dann, im Jahre 1866, an der Harvard Medical School einzuschreiben. Er absolvierte zusätzliche Studien in Europa, beschäftigte sich mit Fragen zur Elektrotherapie und allgemeinen Neurologie bei Carl von Rokitansky, Theodor Hermann Meynert und John Hughlings Jackson. Nach seiner Rückkehr in die Vereinigten Staaten praktizierte er am Massachusetts General Hospital und eröffnete dann einen neurologischen Dienst an der Harvard Medical School.
Er war mit Marian Putnam, geborene Cabot (* 1857) verheiratet, das Paar hatte sechs Kinder.
Er galt als ein führender amerikanischen Spezialist für Nervenkrankheiten. Mit William James, Josiah Royce und Morton Prince experimentierte er mit den Verfahren der Hypnose und der Psychotherapie und zeigte Interesse an den Ideen von Jean-Martin Charcot, Pierre Janet und Hippolyte Bernheim.
James Jackson Putnam besucht mit William James zusammen Sigmund Freuds Vorlesungen an der Clark University und lädt ihn mit C. G. Jung und Sandor Ferenczi nach Putnam Shanty in die Adirondack Mountains ein, wo eine freundschaftliche Verbindung entsteht. Sigmund Freud und C. G. Jung unternahmen vom August bis September des Jahres 1909, per Schiff – hinzu mit der George Washington (1909) und zurück mit der Mauretania der Cunard Line – eine Vortragsreise an die US-Ostküste.
James Jackson Putnam wird zu einem enthusiastischen Wegbereiter der Psychoanalyse. Von Freud stark ermutigt, war er Gründungsmitglied der American Psychoanalytic Association und 1914 der Boston Psychoanalytic Society.
Putnam war ein produktiv forschender Neurologe, so erschien 1875 eine seiner frühsten klinischen Arbeiten über einen Fallbericht zu einer zirkumskripten Analgesie. Es folgten eine Reihe von Fallberichte und klinischen Diskussionen diverser Erkrankungen, so über die, der erwachsenen Poliomyelitis, exogen-toxischen Neurititiden (hier als Blei- und Arsenvergiftungen), endokrinen Störungen, Folgen der Thyreoidektomie beim Morbus Basedow, Myxödem, Dysfunktion der Basalganglien, zur Athetose, Epilepsie, und Rückenmarkstumoren. Auch beschrieb und benannte er einen Symptomkomplex der sich durch Hypästhesien, Kribbeln (Parästhesien) und Verfärbung der Hände (Akren) beim morgendlichen Erwachen kennzeichnet, als „Akroparästhesie“.
Zusammen mit Charles Loomis Dana (1852–1935) beschrieb er 1891 auch das sogenannte „Putnam-Dana-Syndrom“, eine Form der generalisierten subakuten neurologischen Degeneration, das durch einen Vitamin B12 Defizit verursacht wird.
1878 wurde Putnam in die American Academy of Arts and Sciences gewählt.

## Schriften (Auswahl)

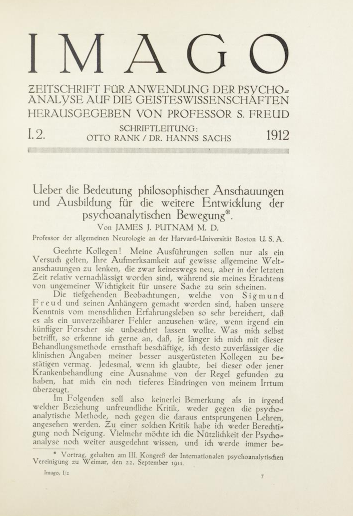
Imago 1912

- Report on Electro-therapeutics. Boston, 1873
- Personal Impressions of Sigmund Freud: his work with special reference to his recent lectures at Clark University. The Journal of Abnormal Psychology 46(6) (Feb.-March 1910): 372–379.
- Ueber die Bedeutung philosophischer Anschauungen und Ausbildung für die weitere Entwicklung der psychoanalytischen Bewegung, in: Imago, 1(1912), S. 101–118
- On Some of the Broader Issues of the Psychoanalytic Movement. 1914
- Human Motives. Little, Brown, and Co., Boston 1915.
- A Memoir of Dr. James Jackson, with Sketches of his Father, Hon. Jonathan Jackson, and his brothers, Robert, Henry, Charles, and Patrick Tracy Jackson; and some account of their ancestry.  Houghton, Mifflin, Boston 1905.
- zusammen mit George A. Waterman: Studies in Neurological Diagnosis.  Ellis, Boston 1902.